# ありさ2
『ありさ2』（ありさのじじょう）は八神健・作の漫画作品。「月刊少年エース」で2004年4月号から9月号まで連載された。全6話。
原作はmixwillsoft（ミックスウィルソフト）が製作・発売したWindows用18禁ゲームソフト『もけもけ大正電動娘ARISA』（ - たいしょうでんどうむすめアリサ）。

## 作品概要
高校2年生・森崎眞一郎は、小学生の頃に相手の家の引越しで離れ離れになった友達の少女と5年ぶりに突然の再会を果たす。だが、その少女はまったく同じ顔と名前を持つ2人が同時に転校生として出現した。
双子ではないという2人のどちらが眞一郎の幼なじみなのか、また2人の関係と正体は？

## 主な登場人物
森崎眞一郎（もりさき　しんいちろう）
本作の主人公で高校2年生。寝坊による遅刻の常習犯で教師に目をつけられているが、それでも眠り足りず授業をさぼって昼寝する。
沢渡アリサ（さわたり　アリサ）
眞一郎を熱烈に慕う少女。眞一郎のクラスに転校生として来た、元気いっぱいの16歳。ラムネが大好物。もうひとりのありさこと沢渡有紗とまったく同じ顔だが…。
転校と同時に紫陽花亭に来て、眞一郎と同居することになる。
沢渡有紗（さわたり　ありさ）
眞一郎のクラスに転校してきたもうひとりの少女。アリサと同じ顔だが、性格は反対におとなしく引っ込み思案。そのうえなぜか過去の記憶もあまり覚えておらず、眞一郎とも過去に会ったことがあるか彼女はわからない。
アリサとともに紫陽花亭に来て、眞一郎と同居することになった。
森崎琴美（もりさき　ことみ）
眞一郎の妹。アリサの熱烈なアタックを受ける眞一郎に、嫉妬に近い感情を抱くなど、兄を兄以上に慕っているふしがある。
桐島沙耶（きりしま　さや）
眞一郎らのいるB組の担任女教師。遅刻を繰り返す眞一郎に手を焼き、竹刀を振り回して追い回す。
綾瀬悠里（あやせ　ゆうり）
B組の女生徒で眼鏡をかけたクラス委員長。眞一郎らの同級生だが、暴れるアリサを難なくプロレス技で瞬時に倒したり、いつの間にいたかわからないほど気配を消したままどこにでも神出鬼没するといった、おそらくこの作品最大の実力と、ありさ達以上の謎を持ったキャラ。不気味な実力に反してクラスでは男女両方から人気がある。
神楽坂玄之介（かぐらざか　げんのすけ）
喫茶店「紫陽花亭」のマスターで、眞一郎の父の古い友人。森崎兄妹の母が亡くなり、父が仕事で家を空けた後は兄妹の面倒を見ている。
ありさ達が入浴中の風呂を覗きたがるエロジジイ。
ゲームでは「玄之助」の名前で表記される。
森崎光太郎（もりさき　こうたろう）
眞一郎、琴美の父で化学者。物語のすべての鍵を知る人物。
生徒会長
桜之台高校の生徒会長を勤める女生徒。主に学園内の風紀を取り締まっており、教師の沙耶と一緒に、遅刻常習犯の眞一郎を追い回す。
学内に持ち込みが許可されているのか不明のモデルガンをいつも両手に持っている。
漫画版のオリジナルキャラクター。
汀（なぎさ）
眞一郎が遊園地で出会った幼い少女。ただの迷子と思った眞一郎と有紗は親を探しながらしばらく一緒に遊んでいたが…。
ゲームでは別のキャラクターの妹として登場。

## 主な舞台
私立桜ノ台高校（しりつさくらのだいこうこう）
主人公達が通う学校。
紫陽花亭（あじさいてい）
玄之助が営む喫茶店。森崎兄妹の家でもある。学校がない時間は眞一郎と琴美も店を手伝う。
2人のありさが来てからは彼女らも店の手伝いに出るようになり、琴美とありさ達3人娘の人気で店も繁盛するようになった。

## 原作ゲームとの相違点
元々は八神健が、mixwillsoftからゲームのキャラクターデザインと原画を依頼されて受けたが、角川書店の「少年エース」でもその作品を元に漫画連載することになった。
しかし原作がアダルトゲームである為、少年誌のエースでそのまま表現することはできないので、キャラクターの顔と名前以外はほとんどの設定を学園を舞台にした、ラブコメ的内容に大幅変更された。
1. ゲーム版ではヒロインのアリサは2人ではなくひとりだけ。
2. ゲーム版では時代設定が大正時代だったのに対し、漫画版では現代（2000年代）になっている。
3. 眞一郎の妹・琴美は、ゲームでは血の繋がりはない義理の妹の設定。
4. 漫画版でクラスの担任の桐島沙耶は、ゲームでは剣道場主の娘で、眞一郎と同年代。
5. クラス委員長の綾瀬悠里は、ゲームでは女工作員（スパイ）として描かれている。
6. ゲームでは4人それぞれが主人公（眞一郎）の恋愛対象の攻略キャラクターとなっている。アリサのラムネ好き、琴美の兄想い、沙耶の竹刀、正体不明な部分の多い悠里などはゲーム版の設定を残したもの。

## 書籍情報等

### 単行本
角川書店より、角川コミックス・エースとして刊行。全1巻。
- 「ありさ2（ありさのじじょう）」（2004年10月1日発行）　ISBN 978-4047136656